# Camou-Cihigue
Camou-Cihigue är en kommun i departementet Pyrénées-Atlantiques i regionen Nouvelle-Aquitaine i sydvästra Frankrike. Kommunen ligger i kantonen Tardets-Sorholus som tillhör arrondissementet Oloron-Sainte-Marie. År 2022 hade Camou-Cihigue 105 invånare.

## Befolkningsutveckling
Antalet invånare i kommunen Camou-Cihigue
| Referens: INSEE |